# زبولون (جورجيا)
زبولون (بالإنجليزية: Zebulon, Georgia)‏ هي مدينة تقع في مقاطعة بايك، جورجيا بولاية جورجيا في الولايات المتحدة. تبلغ مساحة هذه المدينة 9.1 (كم²)، وترتفع عن سطح البحر 262 م، بلغ عدد سكانها 1181 نسمة في عام 2010 حسب إحصاء مكتب تعداد الولايات المتحدة. المدينة سميت (مثل المقاطعة) على اسم المستكشف الأمريكي زيبولون بايك.

## وصلات خارجية
- Cities & Counties - Georgia.gov